# Панджшерська ущелина

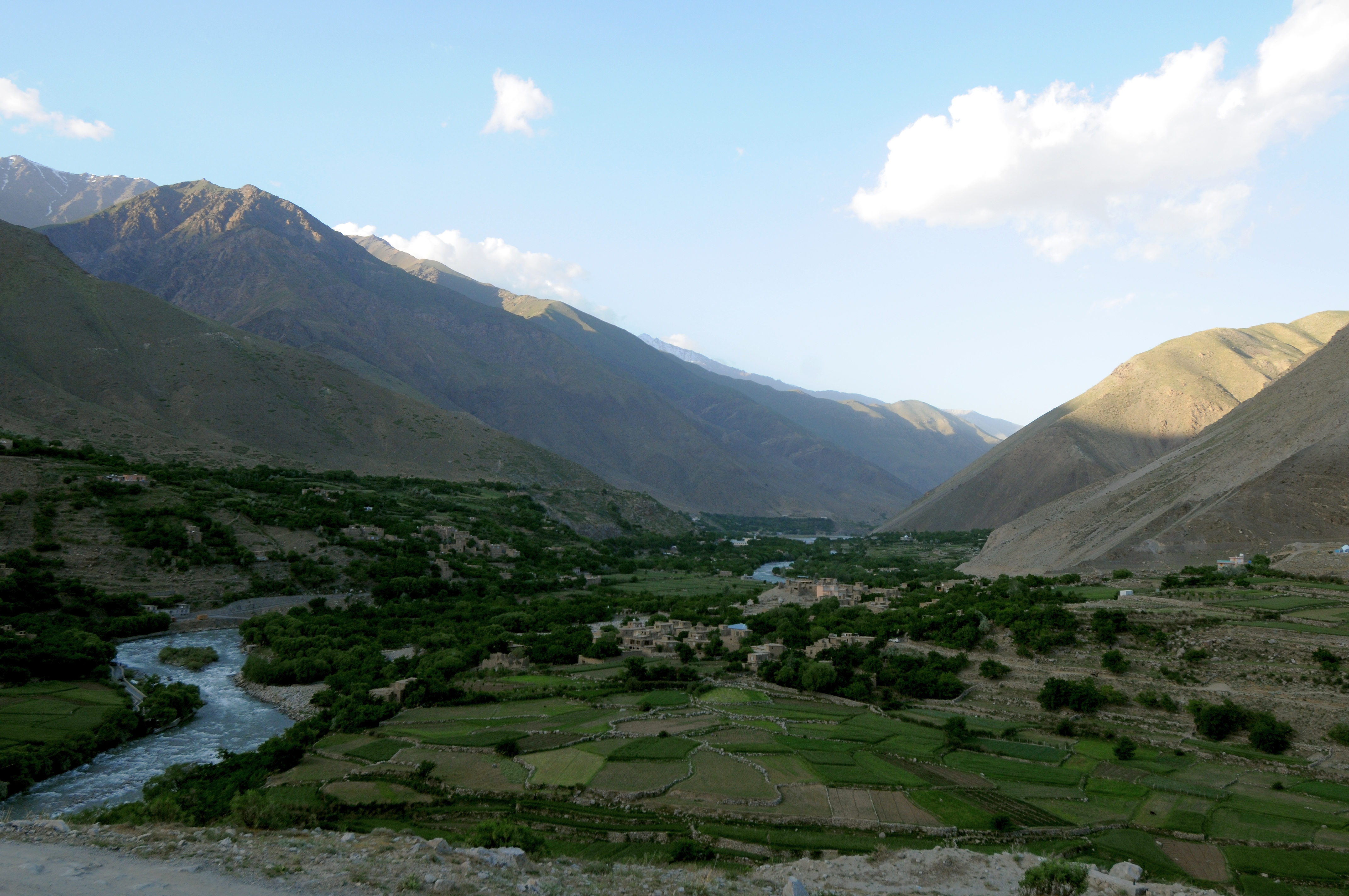
Вид на Панджшерську ущелину

35°16′00″ пн. ш. 69°28′00″ сх. д. / 35.266666666667° пн. ш. 69.466666666667° сх. д.
Панджшерська ущелина — ущелина на північному сході Афганістану (провінція Парван, з 2004 — провінція Панджшер). Геологічно це долина, оскільки ущелини зазвичай набагато меншого розміру і є розмивами гір унаслідок тривалого впливу річок.

## Назва
Назва «Панджшер», що буквально означає «п'ять левів», пов'язана з п'ятьма валі, намісниками султана Махмуда Газневі початку XI століття. Місцева легенда свідчить: завдяки своїй найглибшій вірі, вони за одну ніч побудували греблю через річку. Гребля існує досі.

## Географія
Річка Панджшер є одним із основних приток річки Кабул, що, зі свого боку, входить до сточища річки Інд. Панджшерська долина пролягає уздовж гірського пасма Гіндукуш і виходить на рівнину в 120—150 км на північ від Кабула . Довжина долини — 115 км з північного сходу на південний захід, площа — 3526 км². Середня висота долини — 2217 м над рівнем моря, найвищі довколишні гори сягають 6000 м. Центр долини — кишлак Руха.

## Соціологія і ресурси
Чисельність населення долини за результатами перепису населення Афганістану, проведеного 1985 року, становила 95 422 особи в 200 населених пунктах. За сучасними оцінками, тут проживає від 146 до 300 тис. чоловік. Ущелину населяють головним чином афганські таджики. Головне природне багатство ущелини — смарагди. Визначна пам'ятка — мавзолей Ахмада Шаха Масуда; 6 вересня 2021 року споруду взяли "під охорону" бійці руху "Талібан".

## Стратегічне значення
Величезна долина річки Панджшер, що починається за декілька десятків кілометрів від Кабула — частина гірської системи Гіндукуш, що поділяє Афганістан на південну і північну частини. Територією Панджшерської долини проходять найзручніші перевали, що прямують із південних провінцій Афганістану до північних. Специфіка цієї місцевості полягає в складній системі приток річки Панджшер, що прямують крізь вузькі ущелини, і слугує прекрасним природним притулком на випадок військових дій та перетворює долину на неприступну фортецю, ідеальну арену для партизанської війни.
Долина була одним з головних центрів опору проти комуністичного режиму 1975 року, а потім проти радянських військ в роки Афганської війни (1979—1989). Біля виходу з ущелини починається відомий перевал Саланг — «горло Кабула», через який проходить траса Хайратон — Кабул. Саме ця дорога була основною магістраллю для автоколон, що доставляли з СРСР в Афганістан вантажі військового та цивільного призначення. Проти формувань польового командира Ахмада Шаха Масуда тут було проведено дев'ять великомасштабних операцій.
Опір продовжився і після виведення радянських військ — спочатку проти уряду Наджибулли, а потім проти талібів.